# نسبية التزامن

تحصل الأحداث A، B، C في تراتيب مختلفة اعتمادا على حركة المراقب. يمثل الخط الأبيض مستوى التزامن منتقلا من الماضي نحو المستقبل.

نسبية التزامن أو نسبية الاقتران الزمني (بالإنجليزية: relativity of simultaneity)‏ تمثل المبدأ الثاني في النسبية الخاصة الذي يتحدث عن ثبات سرعة الضوء إلى نسبية تزامن حدثين.
هذا يعني أن حدثين متزامنين بالنسبة لمرجع مقارنة (إطار مرجعي) لن يكونا متزامنين بالنسبة لمرجع مقارنة آخر.

## تفصيل
ليكن لدينا مسار مستقيم يرتبط به مرجع مقارنة S ومقطورة طويلة يرتبط بها مرجع مقارنة S' والتي تتحرك على المسار المستقيم بحركة منتظمة سرعتها v. وليكن في منتصف المقطورة منبع ضوئي Z وفي كل من طرفي المقطورة مرآة مستوية A، B.
في لحظة معينة يصدر المنبع الضوئي إشارة ضوئية فيلاحظ المراقب الموجود في مرجع المقارنة S' (المقطورة) أن الإشارة الضوئية تسقط على المرآتين بآن واحد لأن الضوء قطع المسافة نفسها في الحالتين وبسرعة c. وبذلك يكون الحدثان بالنسبة له قد وقعا في مكانين مختلفين وبآن واحد.
أما المراقب الموجود في مرجع المقارنة S (المسار) يلاحظ بأن الإشارة الضوئية لا تسقط على المرآتين بآن واحد مع أن سرعة الضوء في مرجع مقارنته ينتشر في الاتجاهين بسرعة c مماثلة أيضا لكن المرآة A انتقلت خلال فترة انتشار الإشارة الضوئية من الموضع A إلى الموضع A' (أقرب للمنبع) بينما انتقلت المرآة B إلى الموضع B' (أبعد عن المنبع). مما سبق نجد أنه بالنسبة لمراقب موجود على المسار سيصل الضوء إلى المرآة A قبل وصوله إلى المرآة B. بالنسبة لهذا المراقب يقع الحدثان بمكانين مختلفين وبزمنين مختلفين.
لنحلل بشكل أدق ما يشاهده مراقب موجود في مرجع المقارنة S المرتبطة بالمسار المستقيم.
ليكن طول المقطورة {\displaystyle 2L} فيكون الزمن {\displaystyle t_{1}} اللازم لوصول الضوء إلى حائط المقصورة الأمامي معطى بالمعادلة :
{\displaystyle c\cdot t_{1}} هي المسافة التي يقطعها الضوء خلال زمن {\displaystyle t_{1}}
{\displaystyle L} هو بعد الحائط الأمامي عن المنبع في لحظة إصدار الإشارة
{\displaystyle v\cdot t_{1}} هي المسافة التي يقطعها الحائط الأمامي خلال الزمن الذي تستغرقه الإشارة الضوئية كي تقع على الحائط الأمامي.
من المعادلة السابقة نجد أن

تجربة القطار يجريها المراقب داخل القطار المتحرك أو المراقب داخل القطار الثابت

تجربة القطار يجريها مراقب اخر يشاهد القطار المتحرك (تم التغاضي عن تصور تقلص الطول

وبنفس الطريقة للزمن اللازم لوقوع الإشارة الضوئية على الحائط الخلفي للمقصورة نحصل على المعادلة التالية:
و منه
مما سبق نجد أن t2 < t1 وبالتالي فإن سقوط الإشارة الضوئية على كل من الحائط الأمامي والخلفي للمقطورة لن يكون في جملة المقارنة S متزامنا.
مما سبق نستنتج أن تزامن حدثين هو أمر نسبي حيث يمكننا التحدث عن تزامن حدثين فقط في حال تم تحديد جملة المقارنة وبذلك يمكن لحدثين في جملتي مقارنة مختلفتين أن يكونا متزامنين فقط إذا وقعا في مكان واحد بالنسبة لجملتي المقارنة.

## تجربة القطار
لنفرض أن هناك راصدين أحدهما في عربة قطار متحركة بسرعة 185000 ميل في الثانية من اليسار إلى اليمين طولها 186000 ميل ، والأخر في عربة قطار ثابتة وطولها نفس طول الأولى وكلا الراصدين يريد أن يقيس سرعة الضوء في عربته . ونفرض أن عملية القياس تبدأ عندما تتطابق بداية العربتين وأن شعاعا ليزريا آتيا من اليمين إلى اليسار وبدأت عملية القياس فما هي النتيجة التي سوف يجدها كلا من الراصدين ؟
سيجد الراصد الثابت انه عندما دقت ساعتة ثانيه واحدة وصل الضوء من مقدمة العربة إلى مؤخرتها أي ان سرعة الضوء 186.000 ميل في الثانية . وسوف يجد الراصد المتحرك نفس السرعة في عربته . ولو كنت تراقب على الرصيف وأنت لا تعرف سوى قوانين نيوتن سوف يبدو لك أن الراصد المتحرك مخالف للمنطق ولكي نفسر تصرفه هذا سوف نتجه إلى الطرف الأيمن من العربة ونقول انه عندما مرت ثانيه تكون العربة المتحركة متقدمة على الثانية 18500 ميل وانه يتبقى على الإشعاع هذه المسافة كي يقطعها لذلك نرفض تساوي السرعة ولإزالة الشك والغموض عن هذه التجربة نعيدها ولكن على الراصد الثاني مراقبة جميع الأحداث بما فيها الراصد المتحرك وعربته ونطلق الشعاع من جديد وعندما تصل الميقاتيه إلى ثانيه عند الراصد الثابت نحسب القياسات نجد أن الراصد المتحرك لا يكون على بعد 18500 ميل بل على بعد عُشر هذه المسافة وانه لم يسجل ثانيه بل عُشر الثانية فقط وهكذا يتبين أن الراصد الثابت يرى أن المرجع المكاني-الزماني (الزمكان) عند الراصد المتحرك ليس هو نفسه المرجع المتحرك عنده ولهذا تتقلص القضبان المتحركة وتبطئ ميقاتيات الحركة النسبية من مرجع لأخر.

## نسبية التزامن والسببية
في الشكل الأيسر :

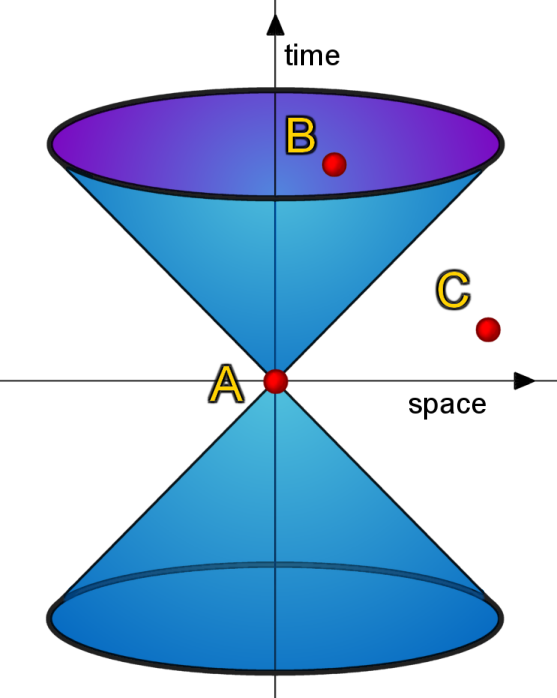
التزامن والسببية.

لنفترض وجود حدثين A وB في نفس الجملة المرجعية وفي نفس المكان ضمن هذه الجملة لكن بفاصل زمني (يشتركان بالموقع المكاني ويختلفان بالإحداثي الزمني) كما نفترض وجود حدثين B وC ضمن جملة مرجعية واحدة بحيث يحدثان آنيا (أي في وقت واحد) لكنهما يقعان في موقعين مختلفين. (يشتركان بالإحداثي الزمني ويختلفان بالإحداثيات المكانية).
في الجملة المرجعية الأولى يمكن لـ A أن يسبق B فعندئذ يكون A سابقا لـ B في كل الجمل المرجعية ومن الممكن للمادة أن تنتقل من A إلى B بحيث نعتبر A سببا وB نتيجة فتكون هناك علاقة سببية بين A وB. في الواقع لا وجود لأي جملة مرجعية تقلب هذا الترتيب السببي.
لكن هذه الحالة لا تنطبق في حالة الحدثين A وC (C يقع خارج المخوط الضوئي لـ A كما هو واضح) حيث توجد جمل مرجعية ترى حدوث A قبل C وجمل مرجعية ترى حدوث C قبل A. ولكن هذا بكل الأحوال لا يكسر قانون السببية لأنه يستحيل نقل المعلومات بين A وC أو بين C وA لأن هذا يستدعي سرعة أكبر من سرعة الضوء.

## وصلات داخلية
- نظرية النسبية الخاصة
- نظرية النسبية العامة
- سرعة الضوء
- تأثير ساغناك
- اختبار تجريبي لتمدد الوقت

## وصلات خارجية
- محاكاة فلاشية لتوضيح نسبية التزامن.